# Quattro Giorni di Dunkerque 1993
La Quattro Giorni di Dunkerque 1993, trentanovesima edizione della corsa, si svolse dal 4 al 9 maggio su un percorso di 1038 km ripartiti in 6 tappe (la seconda suddivisa in due semitappe), con partenza e arrivo a Dunkerque. Fu vinta dal francese Laurent Desbiens della Castorama davanti al russo Vjačeslav Ekimov e al francese Eddy Seigneur.

## Tappe
| Tappa  | Data     | Percorso                                        | km    | Vincitore di tappa | Leader cl. generale |
| ------ | -------- | ----------------------------------------------- | ----- | ------------------ | ------------------- |
| 1ª     | 4 maggio | Dunkerque > Berck-sur-Mer                       | 174,3 | Laurent Desbiens   | Laurent Desbiens    |
| 2ª-1ª  | 5 maggio | Hesdin > Boulogne-sur-Mer                       | 97,5  | Vjačeslav Ekimov   | Vjačeslav Ekimov    |
| 2ª-2ª  | 5 maggio | Wimereux > Boulogne-sur-Mer (cron. individuale) | 10,5  | Eddy Seigneur      | Vjačeslav Ekimov    |
| 3ª     | 6 maggio | Wimereux > Douai                                | 185,2 | Jaan Kirsipuu      | Vjačeslav Ekimov    |
| 4ª     | 7 maggio | Cambrai > Carvin                                | 190,7 | Olaf Ludwig        | Vjačeslav Ekimov    |
| 5ª     | 8 maggio | Lilla > Cassel                                  | 175,2 | Paul Haghedooren   | Laurent Desbiens    |
| 6ª     | 9 maggio | Dunkerque > Dunkerque                           | 188,6 | Eddy Schurer       | Laurent Desbiens    |
| Totale | Totale   | Totale                                          | 1038  |                    |                     |

## Dettagli delle tappe

### 1ª tappa
- 4 maggio: Dunkerque > Berck-sur-Mer – 174,3 km

| Pos. | Corridore        | Squadra   | Tempo    |
| ---- | ---------------- | --------- | -------- |
| 1    | Laurent Desbiens | Castorama | 4h02'22" |
| 2    | Mario Cipollini  | MG Boys   | s.t.     |
| 3    | Vjačeslav Ekimov | Novemail  | s.t.     |

| Pos. | Corridore        | Squadra   | Tempo |
| ---- | ---------------- | --------- | ----- |
| 1    | Laurent Desbiens | Castorama |       |

### 2ª tappa - 1ª semitappa
- 5 maggio: Hesdin > Boulogne-sur-Mer – 97,5 km

| Pos. | Corridore          | Squadra   | Tempo    |
| ---- | ------------------ | --------- | -------- |
| 1    | Vjačeslav Ekimov   | Novemail  | 2h25'47" |
| 2    | Emmanuel Magnien   | Castorama | a 3"     |
| 3    | Christophe Capelle | Gan       | s.t.     |

| Pos. | Corridore        | Squadra  | Tempo |
| ---- | ---------------- | -------- | ----- |
| 1    | Vjačeslav Ekimov | Novemail |       |

### 2ª tappa - 2ª semitappa
- 5 maggio: Wimereux > Boulogne-sur-Mer (cron. individuale) – 10,5 km

| Pos. | Corridore               | Squadra  | Tempo  |
| ---- | ----------------------- | -------- | ------ |
| 1    | Eddy Seigneur           | Gan      | 14'40" |
| 2    | Vjačeslav Ekimov        | Novemail | a 4"   |
| 3    | Gilbert Duclos-Lassalle | Gan      | a 19"  |

| Pos. | Corridore        | Squadra  | Tempo |
| ---- | ---------------- | -------- | ----- |
| 1    | Vjačeslav Ekimov | Novemail |       |

### 3ª tappa
- 6 maggio: Wimereux > Douai – 185,2 km

| Pos. | Corridore       | Squadra       | Tempo    |
| ---- | --------------- | ------------- | -------- |
| 1    | Jaan Kirsipuu   | Chazal        | 4h51'37" |
| 2    | Mario De Clercq | Lotto-Caloi   | s.t.     |
| 3    | Johan Capiot    | TVM-Bison Kit | s.t.     |

| Pos. | Corridore        | Squadra  | Tempo |
| ---- | ---------------- | -------- | ----- |
| 1    | Vjačeslav Ekimov | Novemail |       |

### 4ª tappa
- 7 maggio: Cambrai > Carvin – 190,7 km

| Pos. | Corridore      | Squadra     | Tempo    |
| ---- | -------------- | ----------- | -------- |
| 1    | Olaf Ludwig    | Telekom     | 4h43'34" |
| 2    | Herman Frison  | Lotto-Caloi | s.t.     |
| 3    | Michel Vermote | Festina     | a 1'11"  |

| Pos. | Corridore        | Squadra  | Tempo |
| ---- | ---------------- | -------- | ----- |
| 1    | Vjačeslav Ekimov | Novemail |       |

### 5ª tappa
- 8 maggio: Lilla > Cassel – 175,2 km

| Pos. | Corridore        | Squadra   | Tempo    |
| ---- | ---------------- | --------- | -------- |
| 1    | Paul Haghedooren | Collstrop | 4h50'48" |
| 2    | Guy Nulens       | Novemail  | a 11"    |
| 3    | Laurent Desbiens | Castorama | a 20"    |

| Pos. | Corridore        | Squadra   | Tempo |
| ---- | ---------------- | --------- | ----- |
| 1    | Laurent Desbiens | Castorama |       |

### 6ª tappa
- 9 maggio: Dunkerque > Dunkerque – 188,6 km

| Pos. | Corridore        | Squadra       | Tempo    |
| ---- | ---------------- | ------------- | -------- |
| 1    | Eddy Schurer     | TVM-Bison Kit | 4h27'45" |
| 2    | Peter De Clercq  | Lotto-Caloi   | s.t.     |
| 3    | Thierry Gouvenou | Gan           | s.t.     |

| Pos. | Corridore        | Squadra   | Tempo     |
| ---- | ---------------- | --------- | --------- |
| 1    | Laurent Desbiens | Castorama | 25h39'35" |
| 2    | Vjačeslav Ekimov | Novemail  | a 48"     |
| 3    | Eddy Seigneur    | Gan       | a 1'00"   |

## Classifiche finali

### Classifica generale
| Pos. | Corridore          | Squadra                        | Tempo     |
| ---- | ------------------ | ------------------------------ | --------- |
| 1    | Laurent Desbiens   | Castorama                      | 25h39'35" |
| 2    | Vjačeslav Ekimov   | Novemail-Histor-Laser Computer | a 48"     |
| 3    | Eddy Seigneur      | Gan                            | a 1'00"   |
| 4    | Andrei Tchmil      | MG Boys Maglificio-Technogym   | a 1'16"   |
| 5    | Emmanuel Magnien   | Castorama                      | a 1'42"   |
| 6    | Christophe Capelle | Gan                            | a 1'43"   |
| 7    | Bruno Thibout      | Castorama                      | a 1'55"   |
| 8    | Uwe Raab           | Telekom                        | a 1'59"   |
| 9    | Gert-Jan Theunisse | TVM-Bison Kit                  | a 2'06"   |
| 10   | Pascal Chanteur    | Chazal-Vetta-MBK               | a 2'16"   |